# Non expedit

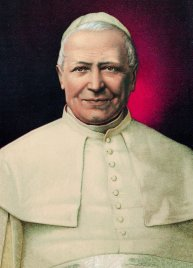
Papež Pius IX., portrét z doby kolem roku 1860

Non ēxpedit (latinsky přibližně není záhodno, nehodí se apod.) jsou úvodní slova buly papeže Pia IX. z 10. září 1874, která se zároveň ustálila jako označení celého dokumentu.

## Obsah buly
Papež v bule zakazuje italským katolíkům aktivní i pasivní účast na demokratických volbách z důvodu odebrání církevních privilegií ze strany mladého italského státu. Nařízení bylo zmírněno v roce 1905 encyklikou Il fermo proposito Pia X., avšak svou formální účinnost si zachovalo až do svého formálního zrušení za pontifikátu Benedikta XV. roku 1919. Teprve poté došlo k založení politické strany italských katolíků, Partito Popolare Italiano.
Na pozadí vydání dokumentu stálo vojenské obsazení území po staletí nezávislého Papežského státu Itálií, která je roku 1870 přes odpor papeže anektovala, načež papež Pius IX. sebe i ostatní vatikánské občany prohlásil za zajatce uvnitř Vatikánu. Tento stav byl s konečnou platností ukončen teprve v roce 1929 v rámci tzv. Lateránských smluv, v nichž byl uznán současný mezinárodní status Svatého stolce.